# Milorad Karalić
Milorad Karalić (Derventa, 7 de janeiro de 1946) é um ex-handebolista iugoslavo, foi campeão olímpico.

## Títulos
- Jogos Olímpicos:
  - Ouro: 1972